# Anyama
Anyama è una città della Costa d'Avorio situata nel distretto autonomo di Abidjan. Posta nel mezzo di un bosco, consta di un cospicuo numero di villaggi.